# MuP Mediengruppe

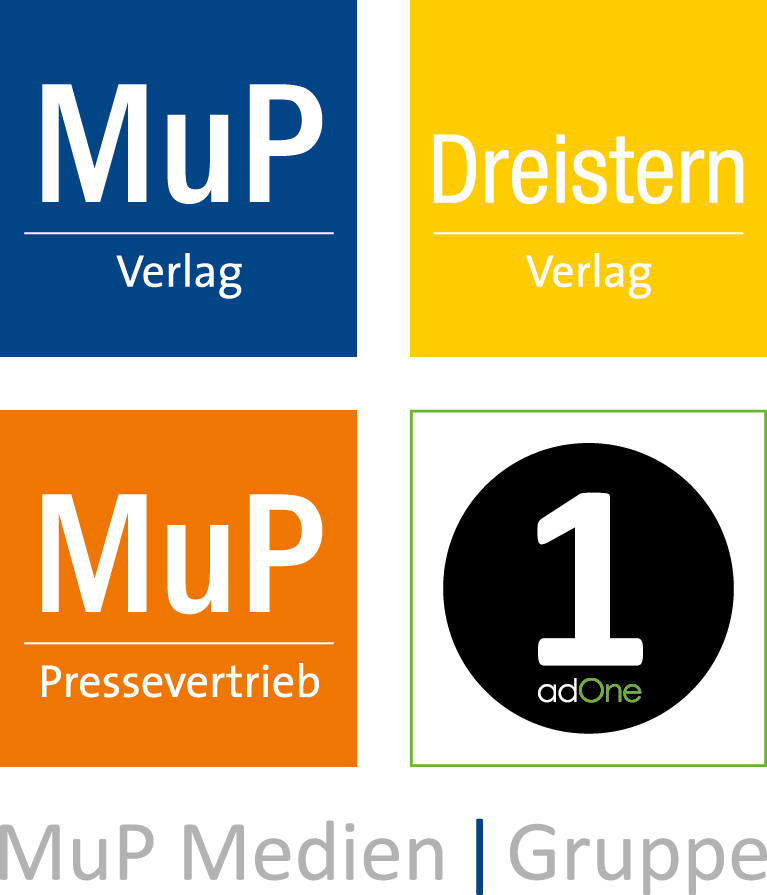

Die MuP Mediengruppe ist ein in München ansässiges Unternehmen. Unter dem Dach der Mediengruppe werden Printmedien konzipiert, publiziert und vertrieben und das Marketing organisiert. Zudem ist sie als Dienstleister für externe Markenhersteller, Verlage, Autoren sowie weitere Unternehmen tätig.
Zur MuP Mediengruppe zählen die MuP Verlag GmbH, die MuP Pressevertrieb GmbH, der Dreistern Verlag sowie die Marketingagentur adOne.
Der Schwerpunkt der MuP Verlag GmbH sind Fachmagazine sowie Zeitschriften mit speziellen Interessensgruppen. Die Redaktionen sind unter anderem in Hamburg, Berlin und Kiel. Die MuP Pressevertrieb GmbH verantwortet den klassischen Nationalvertrieb und hat 320 nationale und internationale Titel im Portfolio.
Die Mediengruppe betreibt seit dem Jahr 2018 ein Internetforum für Angler.

## Publikationen
| Themenschwerpunkt | Titel                               | Zielgruppe und Themenbeschreibung | Auflage | Ausgaben / Jahr |
| ----------------- | ----------------------------------- | --- | ------- | --------------- |
| Wassersport       | Skipper                             | Wassersportler, Motorbootfahrer, Segler | 30.000  | 12              |
| Wassersport       | Charter                             | Rund um Charterreviere, -boote und -betriebe | 25.000  | 2               |
| Wassersport       | Anker                               | Gebrauchtboote, Reisen, Tauchensport und Zubehör |         |                 |
| Wassersport       | Rute & Rolle                        | Angler, Revierberichte, Beratung je 6× im Jahr ein Special zu Norwegen und Raubfischen | 33.000  | 12              |
| Wassersport       | Fisch & Fliege                      | Angler, Reiseberichte, Informationen zu Wurf- und Bindetechniken | 17.000  | 4               |
| Immobilien        | Modernisierung                      | Immobilieninhaber, Wohnungsbaugesellschaften, Architekten, Planer, Ingenieure |         |                 |
| Immobilien        | ImmobilienVerwaltung                | Gewerbliche, in Deutschland ansässige Immobilienverwalter und Maklerunternehmen |         |                 |
| Immobilien        | LiegenschaftAktuell                 | Technische Leiter im Facilitymanagement |         |                 |
| Immobilien        | KBD (Kommunaler Beschaffungsdienst) | In Kommunen tätige Mitarbeiter für Beschaffung und Auftragsvergabe |         |                 |
| Business          | IHK wirtschaft                      | Industrie- und Handelsunternehmen in München und Oberbayern; Informationen über Wirtschaft, Finanzen und Steuern |         |                 |
| Business          | Technik in Bayern                   | Mitgliederzeitschrift des VDI Bezirksverein München und des VDE. | 25.000  | 6               |
| Business          | fit for Job!                        | kostenloses Magazin für Schulabgänger und Berufseinsteiger im Großraum München, Rosenheim und Ingolstadt |         |                 |
| Business          | Gastgeber Bayern                    | Verbandsinterne Informationen des DEHOGA |         |                 |
| Kultur            | Offizielles Monatsprogramm München  | Das als „Gelbe Heft“ bekanntgewordene Monatsprogramm informiert über die kulturellen Ereignisse der bayrischen Hauptstadt und gibt eine Übersicht über die Hotel- und Gastronomiebranche sowie Sehenswürdigkeiten und Verkehrsbetrieben. Der Onlineauftritt ist unter muenchen-online.de erreichbar. Das Magazin erscheint im Dreistern-Verlag. |         | 12              |
| Kultur            | Gasteig                             | Programmkalender, der einen chronologischen Überblick über die Veranstaltungen im Münchener Kultur- und Bildungszentrum Gasteig informiert. | 30.000  | 12              |

## Onlineangebote
Mit „Anglerboard“ betreibt die Mediengruppe seit dem Jahr 2018 ein deutschsprachiges Internetforum zum Thema Angeln. Es sind etwa 150.000 Mitglieder registriert und 5 Millionen Beiträge abrufbar. Zudem wird der YouTube-Kanal Anglerboard TV betrieben.